# 장미셸 올라스
장미셸 올라스(Jean-Michel Aulas, 1949년 3월 22일 ~ )는 프랑스의 기업인이자 올랭피크 리옹의 전 구단주이다.
1987년 6월 15일 올랭피크 리옹에 대한 투자를 시작해 구단주가 되었고, 2007년 ~ 2008년 1억 5570만 유로라는 세계 최고의 클럽 매출을 기록하였다.

## 같이 보기
- 올랭피크 리옹